# Csungking Csiangpej nemzetközi repülőtér
A Csungking Csiangbei nemzetközi repülőtér (IATA: CKG, ICAO: ZUCK) nemzetközi repülőtér Kínában, Csungking közelében. Éves utasforgalma 21 673 547 fő (2022).

## Futópályák
A repülőtér futópályái:
- 02L/20R (3200 m, 45 m, aszfalt)
- 02R/20L (3600 m, 45 m, beton)
- 03/21 (3800 m, 60 m, beton)

## Forgalom
Az utasforgalom az elmúlt években az alábbi módon változott:
| Utasok száma | 2 780 359 | 3 865 788 | 6 631 420 | 10 355 730 | 15 802 334 | 22 057 003 | 32 402 196 | 38 715 210 | 34 937 789 | 21 673 547 |
|              | 2000      | 2002      | 2005      | 2007       | 2010       | 2012       | 2015       | 2017       | 2020       | 2022       |

## Légitársaságok és úticélok
2023-ban a Csungking Csiangbei nemzetközi repülőtérről az alábbi járatok indulnak:

### Személy
| Légitársaság              | Célállomások |
| ------------------------- | --- |
| 9 Air                     | Guangzhou |
| Air China                 | Aksu, Beijing–Capital, Beijing–Daxing, Budapest, Changchun, Changsha, Dali, Dubai–International, Fuzhou, Guangzhou, Haikou, Hangzhou, Harbin, Hefei, Ho Chi Minh City, Hohhot, Hong Kong, Lhasa, Lianyungang, Liupanshui, Luoyang, Nanchang, Nanjing, Ningbo, Seoul–Incheon, Shanghai–Hongqiao, Shanghai–Pudong, Shenzhen, Singapore, Taipei–Songshan, Taipei–Taoyuan, Tianjin, Ürümqi, Wenzhou, Wuhan, Xiamen, Yinchuan, Yuncheng, Zhanjiang, Zhengzhou, Zhuhai |
| Air Macau                 | Macau |
| Asiana Airlines           | Seoul–Incheon (újrakezdődik 2024 május 27-től) |
| Bangkok Airways           | Koh Samui |
| Batik Air Malaysia        | Charter: Kuching |
| Beijing Capital Airlines  | Guangzhou, Haikou, Hangzhou, Lijiang, Nanjing, Shenyang, Shijiazhuang |
| Cambodia Airways          | Phnom Penh |
| Cathay Pacific            | Hong Kong |
| Chengdu Airlines          | Fuzhou, Weihai, Yichang |
| China Eastern Airlines    | Baise, Beijing–Daxing, Changzhou, Dalian, Hefei, Huangshan, Jinan, Kunming, Nanjing, Ningbo, Qingdao, Shanghai–Hongqiao, Shanghai–Pudong, Taiyuan, Weihai, Wenzhou, Wuhan, Wuxi, Xi'an, Xinyang, Yantai, Yinchuan |
| China Express Airlines    | Aksu, Alxa Left Banner, Bangkok–Don Mueang, Baotou, Beihai, Bijie, Changde, Changsha, Changzhi, Chengde, Chenzhou, Chifeng, Dalian, Dongying, Dunhuang, Ezhou, Fuzhou, Guilin, Guyuan, Haikou, Hami, Handan, Hangzhou, Hohhot, Huai'an, Jining, Karamay, Korla, Kunming, Lanzhou, Libo, Liuzhou, Lüliang, Ningbo, Ordos, Osaka–Kansai, Qianjiang, Quzhou, Sanming, Shanghai–Pudong, Shaoguan, Shaoyang, Shenyang, Shenzhen, Shijiazhuang, Shiyan, Taizhou, Tianjin, Tianshui, Vientiane, Wenshan, Wenzhou, Wuhan, Wuhu, Wuzhou, Xiamen, Xi'an, Xilinhot, Xining, Xinyang, Xinzhou, Xishuangbanna, Xuzhou, Yinchuan, Yongzhou, Zhangjiakou, Zhanjiang, Zhengzhou, Zunyi–Maotai |
| China Southern Airlines   | Beijing–Daxing, Changchun, Changsha, Dalian, Guangzhou, Haikou, Harbin, Jieyang, Kashgar, Kunming, Lhasa, Nanning, Sanya, Shenyang, Shenzhen, Tianjin, Ürümqi, Wuhan, Yinchuan, Yiwu, Zhengzhou, Zhuhai |
| China United Airlines     | Beijing–Daxing |
| Chongqing Airlines        | Aksu, Beijing–Daxing, Changchun, Changsha, Colombo–Bandaranaike (kezdődik 2024 június 24-től), Dali, Dalian, Daocheng, Datong, Diqing, Fuzhou, Guangzhou, Haikou, Hangzhou, Harbin, Hohhot, Huizhou, Jieyang, Kashgar, Korla, Lhasa, Linyi, Malé (kezdődik 2024 június 24-től), Nanjing, Ningbo, Nyingchi, Qingdao, Sanya, Shanghai–Pudong, Shenzhen, Singapore, Taizhou, Tongliao, Ürümqi, Wenzhou, Wuhan, Wushan, Xiamen, Xishuangbanna, Yantai, Yichun (Jiangxi), Yiwu, Zhengzhou, Zhuhai |
| Colorful Guizhou Airlines | Guiyang, Mangshi |
| Donghai Airlines          | Nantong |
| Fuzhou Airlines           | Fuzhou |
| GX Airlines               | Changsha, Jining, Yulin (Shaanxi) |
| Hainan Airlines           | Beijing–Capital, Changsha, Fuzhou, Guangzhou, Haikou, Hangzhou, Harbin, Madrid, Milan–Malpensa, Párizs-Charles de Gaulle repülőtér, Róma–Fiumicino, Sanya, Seattle/Tacoma (kezdődik 2024 május 16-tól), Shanghai–Pudong, Shenzhen, Ürümqi, Wenzhou, Xiamen, Xi'an, Yan'an |
| Hebei Airlines            | Beijing–Daxing, Lanzhou, Qingyang, Shenyang, Shijiazhuang |
| Himalaya Airlines         | Kathmandu |
| Hong Kong Airlines        | Hong Kong |
| Jiangxi Air               | Nanchang |
| Juneyao Air               | Nanjing, Shanghai–Hongqiao, Shanghai–Pudong, Zhangjiajie |
| Kunming Airlines          | Changsha, Kunming, Nantong, Taiyuan, Tengchong |
| Loong Air                 | Hangzhou, Ningbo, Wenzhou, Xiangyang |
| Lucky Air                 | Huai'an, Lijiang, Xishuangbanna |
| Okay Airways              | Changsha, Fuyang, Jieyang, Nanning, Zhoushan |
| Qatar Airways             | Doha |
| Qingdao Airlines          | Changchun, Luoyang, Shenyang, Yantai |
| Ruili Airlines            | Mangshi |
| Shandong Airlines         | Beijing–Capital, Changchun, Dalian, Harbin, Jinan, Nanjing, Qingdao, Quanzhou, Shanghai–Hongqiao, Shenyang, Taiyuan, Xiamen, Yantai, Zhuhai |
| Shanghai Airlines         | Shanghai–Hongqiao |
| Shenzhen Airlines         | Guangzhou, Nanchang, Nanjing, Nanning, Shenzhen |
| Sichuan Airlines          | Altay, Beihai, Beijing–Capital, Changsha, Changzhou, Dalian, Fuzhou, Guangzhou, Guilin, Haikou, Hangzhou, Harbin, Hefei, Jieyang, Jinan, Kunming, Lanzhou, Lhasa, Lijiang, Nanchang, Nanjing, Nanning, Ningbo, Phuket, Qingdao, Sanya, Shanghai–Pudong, Shennongjia, Shenyang, Shenzhen, Taipei–Songshan, Taiyuan, Tianjin, Ürümqi, Wenzhou, Wuhan, Wuhu, Wuxi, Xiamen, Xi'an, Xichang, Xishuangbanna, Yangzhou, Yanji, Yantai, Yinchuan, Zhengzhou, Zhongwei, Zhoushan, Zhuhai |
| Singapore Airlines        | Singapore |
| Spring Airlines           | Jinggangshan, Luoyang, Ningbo, Qianjiang, Shanghai–Hongqiao, Shanghai–Pudong, Shenyang, Shenzhen, Shijiazhuang, Yangzhou |
| Suparna Airlines          | Shanghai–Pudong |
| Thai AirAsia              | Bangkok–Don Mueang |
| Thai Lion Air             | Bangkok–Don Mueang |
| Tianjin Airlines          | Changsha, Dalian, Hangzhou, Hohhot, Lianyungang, London–Heathrow, Moscow–Sheremetyevo, Quanzhou, Shenzhen, Sydney, Tianjin, Ürümqi, Xi'an, Zhengzhou |
| Tibet Airlines            | Dali, Lhasa, Nyingchi, Pu'er, Qamdo, Tianjin |
| Urumqi Air                | Zhanjiang |
| VietJet Air               | Nha Trang |
| West Air                  | Beihai, Dalian, Fuzhou, Ganzhou, Guangzhou, Haikou, Hangzhou, Harbin, Hefei, Huizhou, Jieyang, Jinan, Jinggangshan, Korla, Lhasa, Nanchang, Nanjing, Ningbo (újrakezdődik 2024. május 2.), Nyingchi, Qamdo, Qingdao, Quanzhou, Rizhao, Sanya, Shanghai–Pudong, Shenyang, Shenzhen, Shigatse–Peace, Shijiazhuang, Taiyuan, Tianjin, Ürümqi, Wenzhou, Wuhan, Xiamen, Xining (kezdődik 2024. május 5.), Xishuangbanna, Xuzhou, Zhengzhou, Zhuhai |
| XiamenAir                 | Beijing–Daxing, Changsha, Fuzhou, Hangzhou, Harbin, Kuala Lumpur–International, Lanzhou, Lhasa, Osaka–Kansai, Quanzhou, Shanghai–Hongqiao, Shenzhen, Tianjin, Xiamen, Xining |

### Cargo
| Légitársaság                         | Célállomások                                                                |
| ------------------------------------ | --------------------------------------------------------------------------- |
| AirBridgeCargo Airlines              | Moscow–Sheremetyevo, Zhengzhou                                              |
| Air China Cargo                      | Amszterdam, Frankfurt, Shanghai–Pudong Charter: Chicago–O'Hare              |
| Air Incheon                          | Seoul–Incheon                                                               |
| Asiana Cargo                         | Hanoi, Seoul–Incheon                                                        |
| ASL Airlines Belgium                 | Liège, Shanghai–Pudong                                                      |
| Cathay Cargo                         | Hong Kong, Shanghai–Pudong                                                  |
| China Airlines Cargo                 | Taipei–Taoyuan                                                              |
| China Southern Cargo                 | Amszterdam, Shanghai–Pudong                                                 |
| China Cargo Airlines                 | Dhaka, Shanghai–Pudong                                                      |
| Ethiopian Cargo                      | Addis Ababa, Delhi, Lagos, Miami, Quito, São Paulo–Guarulhos                |
| Etihad Cargo                         | Abu Dhabi                                                                   |
| EVA Air Cargo                        | Taipei–Taoyuan                                                              |
| Lufthansa Cargo                      | Delhi, Frankfurt, Guangzhou, Krasnoyarsk                                    |
| MASkargo                             | Kuala Lumpur–International                                                  |
| Qantas Freight operated by Atlas Air | Chicago–O'Hare, Dallas/Fort Worth, New York–JFK, Sydney                     |
| Donghai Airlines                     | Hong Kong                                                                   |
| Sichuan Airlines Cargo               | Bangalore                                                                   |
| Suparna Airlines Cargo               | Guangzhou, Luxembourg, Moscow–Sheremetyevo, Shanghai–Pudong, Taipei–Taoyuan |

## Lásd még
- A világ legforgalmasabb repülőterei utasszám alapján